# ناحیه بوسیا
ناحیه بوسیا (به لاتین: Busia District) یک منطقهٔ مسکونی در اوگاندا است که در استان شرقی، اوگاندا واقع شده‌است. ناحیه بوسیا ۲۹۷٬۶۰۰ نفر جمعیت دارد.